# Ancylosoma
Ancylosoma is een geslacht van vlinders van de familie snuitmotten (Pyralidae), uit de onderfamilie Phycitinae.

## Soorten
- A. substratella Christoph, 1877
- A. substratellum (Christoph, 1877)